# Silvia Parada
Pour les articles homonymes, voir Parada.
Parada  Araya est un nom espagnol. Le premier nom de famille, en général paternel, est Parada ; le second, en général maternel, souvent omis, est Araya.
Silvia Parada Araya, née à Santiago en février 1969, est une militante trans chilienne. Elle est la fondatrice et l'ancienne dirigeante du Groupement de personnes transgenres (Agrupación de Personas Transgénero), plus connue sous le nom de Traves Chili, première association de ce type au Chili,,,,.

## Militantisme
En tant que présidente de Traves Chili, Silvia Parada Araya participe à la création et à la coordination de diverses actions en faveur des minorités sexuelles, comme des manifestations publiques contre la discrimination, organisation de tables rondes et mesures de protection pour des personnes exerçant la prostitution,.
En 2005, elle demande à la justice chilienne un changement de nom, en tant que personne transgenre et en invoquant la loi 17344 ; c'est la première fois qu'une telle action est réalisée au Chili.
En 2008, elle fait face à une série d'accusations d'abus sexuels répétés contre plusieurs mineurs d'un foyer social, âgés d'entre 13 et 16 ans ; elle est jugée un an après, et condamnée à 6 ans de prison,,,,.